# 騎西菖蒲バイパス

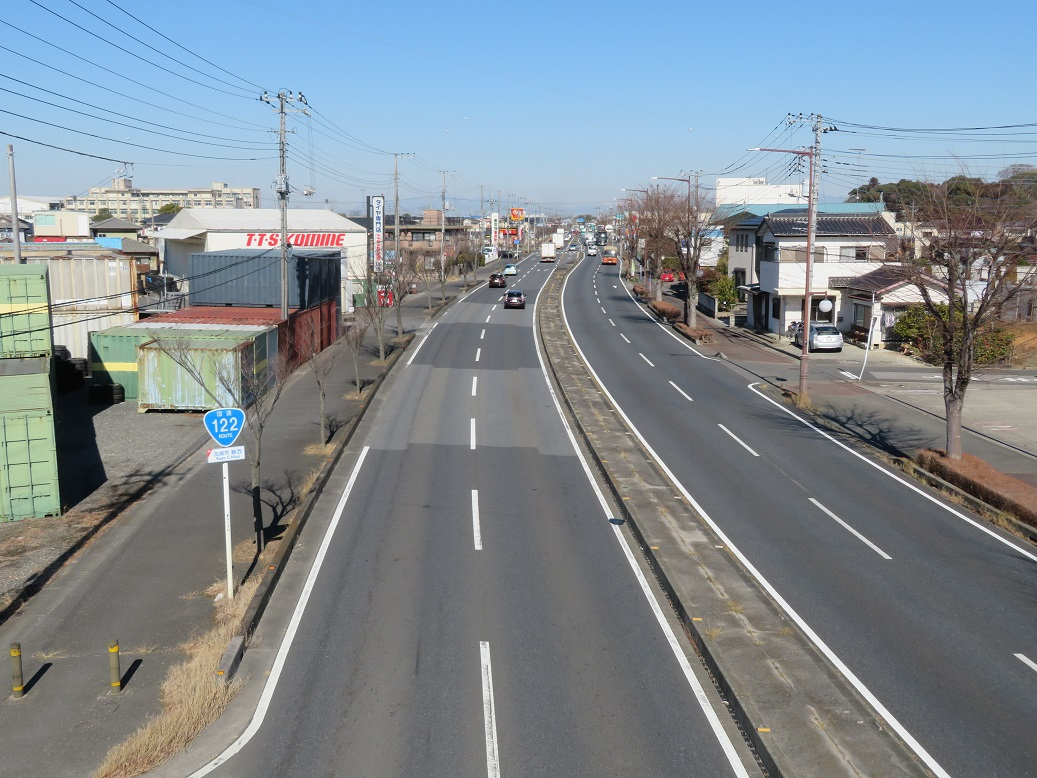
埼玉県加須市騎西付近

騎西菖蒲バイパス（きさいしょうぶバイパス）は、埼玉県加須市内田ケ谷から白岡市下大崎に至る、国道122号のバイパス道路である。

## 概要
国道122号の加須市から久喜市にかけては、旧来の2車線での整備しかされておらず、旧菖蒲町中心地にある埼玉県道12号川越栗橋線と交差する菖蒲宮本交差点を主として、両方向とも右折帯がないために激しい渋滞が引き起こされていた。これを解消すると共に、首都圏中央連絡自動車道白岡菖蒲ICにアクセスする為に、現道の旧騎西町内の4車線化（3.4km）とともに、旧道の北東側に4車線のバイパス道路（7km）を設置することとなった。1991年（平成3年）に事業化、現道4車線化は1993年（平成5年）に、バイパスは2006年（平成18年）にそれぞれ着工、2008年（平成20年）6月7日午後3時に開通した。その後、建設時暫定2車線であった区間は、2010年（平成22年）に4車線化工事が完了した。
旧道との分岐交差点はバイパス側が直進化されており、白岡市側は旧道がバイパスの下を潜り抜け、十字路でバイパスと白岡菖蒲ICの出入り口に接続する形になっている。旧道は、加須市側でも平面交差でバイパスから分岐しているが、案内標識は一切ない。旧道にあたる区間は2010年頃から2011年後期にかけて、各地市道や県道に降格された。
前述する旧道との立体交差以外はすべて平面交差点であり、旧道での渋滞が頻発していた埼玉県道12号川越栗橋線と交差する菖蒲北交差点も平面である。その為、2008年11月のモラージュ菖蒲や、2010年4月のフォレオ菖蒲の開業後はこの交差点を中心に両方向、主に土日祝に混雑が頻発している（圏央道の埼玉県区間全通後は通過車両の減少によって緩和された）。
また、バイパス開通後も桶川市方面へ向かうドライバーが当バイパスよりも距離の短い旧道（埼玉県道149号加須菖蒲線）の菖蒲宮本交差点を利用する傾向が依然としてある。
新設されたバイパス区間内では国道標識は、旧道区間が県道や市道に降格した現在でも加須市内に上下線一か所ずつあるのみで、久喜市内には依然として設置されていない（旧道区間にも未だ一か所残されたままになっている）。

## 地理

### 通過市町村
- 埼玉県
  - 加須市 - 久喜市 - 白岡市

### 接続路線
| 交差する道路              | 交差する道路              | 交差点名         | 所在地 |
| ------------------------- | ------------------------- | ---------------- | ------ |
| 埼玉県道148号騎西鴻巣線   |                           | 道地             | 加須市 |
| 埼玉県道38号加須鴻巣線    | 埼玉県道151号久喜騎西線   | プラザきさい前   | 加須市 |
|                           | 埼玉県道38号加須鴻巣線    | 藤の台工業団地   | 加須市 |
| 国道122号旧道             |                           | 鴻茎 川南        | 加須市 |
| 埼玉県道149号加須菖蒲線   | 埼玉県道149号加須菖蒲線   | 騎西城南産業団地 | 加須市 |
| 埼玉県道12号川越栗橋線    | 埼玉県道12号川越栗橋線    | 菖蒲北           | 久喜市 |
|                           |                           | 矢島             | 久喜市 |
|                           | 埼玉県道396号下早見菖蒲線 | 早川             | 久喜市 |
|                           | 埼玉県道78号春日部菖蒲線  | 台九宮           | 久喜市 |
| C4 首都圏中央連絡自動車道 | 国道122号旧道             | 白岡菖蒲I.C入口  | 白岡市 |

### 沿線にある主な施設
| 施設                         | 所在地 |
| ---------------------------- | ------ |
| 山田うどん 騎西店            | 加須市 |
| すき家 122号騎西店           | 加須市 |
| JAほくさい 騎西              | 加須市 |
| おおぎやラーメン 騎西店      | 加須市 |
| ガスト 騎西店                | 加須市 |
| ラーメンショップ 122号騎西店 | 加須市 |
| 藤ノ木公園                   | 加須市 |
| モラージュ菖蒲               | 久喜市 |
| フォレオ菖蒲                 | 久喜市 |
| NHK菖蒲久喜ラジオ放送所      | 久喜市 |
| 清久工業団地                 | 久喜市 |
| 久喜菖蒲工業団地             | 久喜市 |

## 交通量
| 交通調査地点             | 年度   | 昼間12時間自動車類交通量 | 昼間12時間自動車類交通量 | 昼間12時間自動車類交通量 | 24時間自動車類交通量 | 24時間自動車類交通量 | 24時間自動車類交通量 |
| 交通調査地点             | 年度   | 小型車                   | 大型車                   | 合計                     | 小型車               | 大型車               | 合計                 |
| ------------------------ | ------ | ------------------------ | ------------------------ | ------------------------ | -------------------- | -------------------- | -------------------- |
| 加須市芋茎1248-11付近    | 2021年 | 6,654                    | 2,720                    | 9,374                    | 9,381                | 3,457                | 12,838               |
| 久喜市菖蒲町三箇2446付近 | 2021年 | 6,586                    | 2,542                    | 9,128                    | 8,595                | 3,893                | 12,488               |
| 白岡市荒井新田883−4付近  | 2021年 | 6,803                    | 3,622                    | 10,425                   | 9,900                | 4,480                | 14,380               |

## ギャラリー

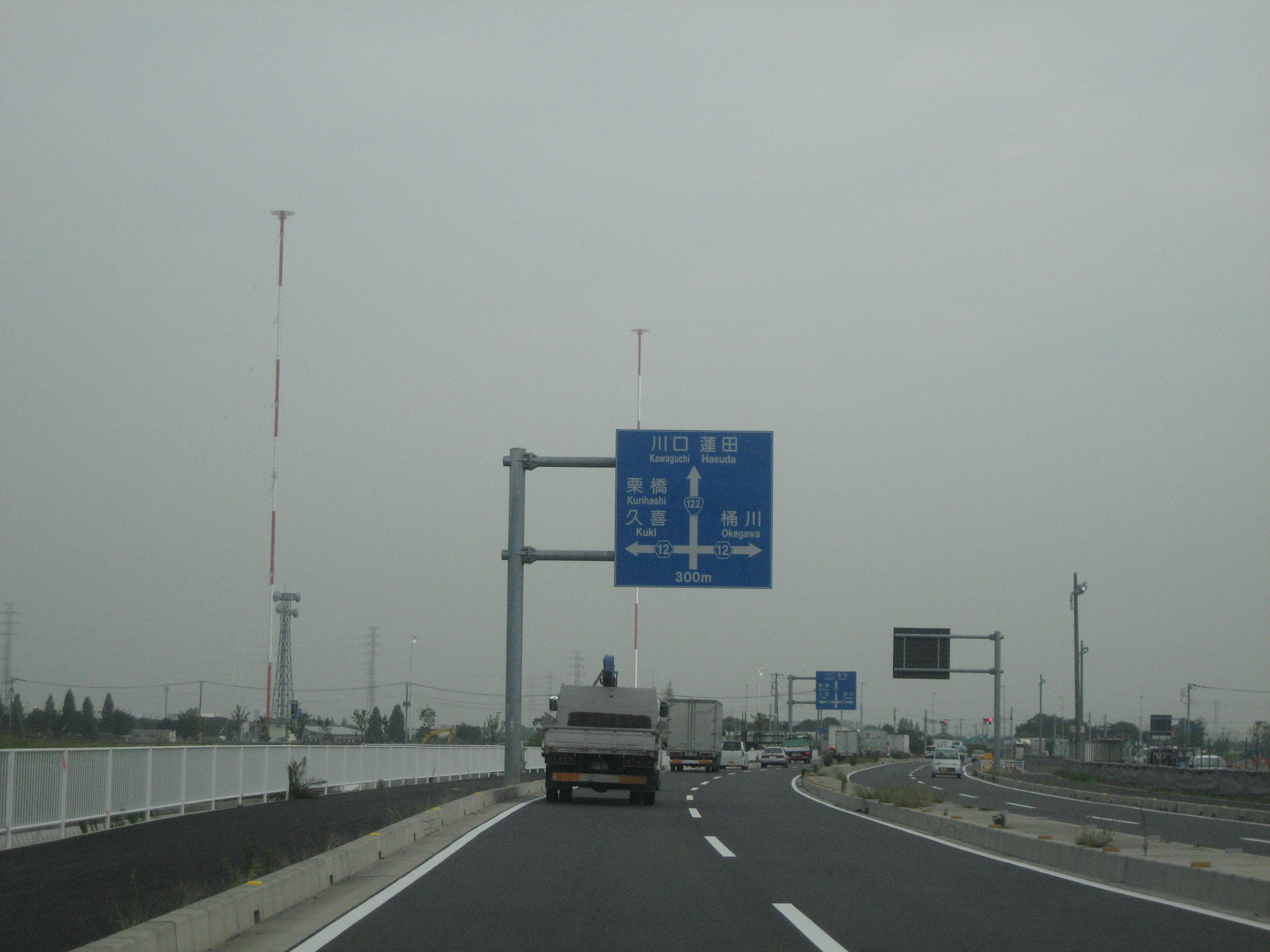
久喜市菖蒲町菖蒲
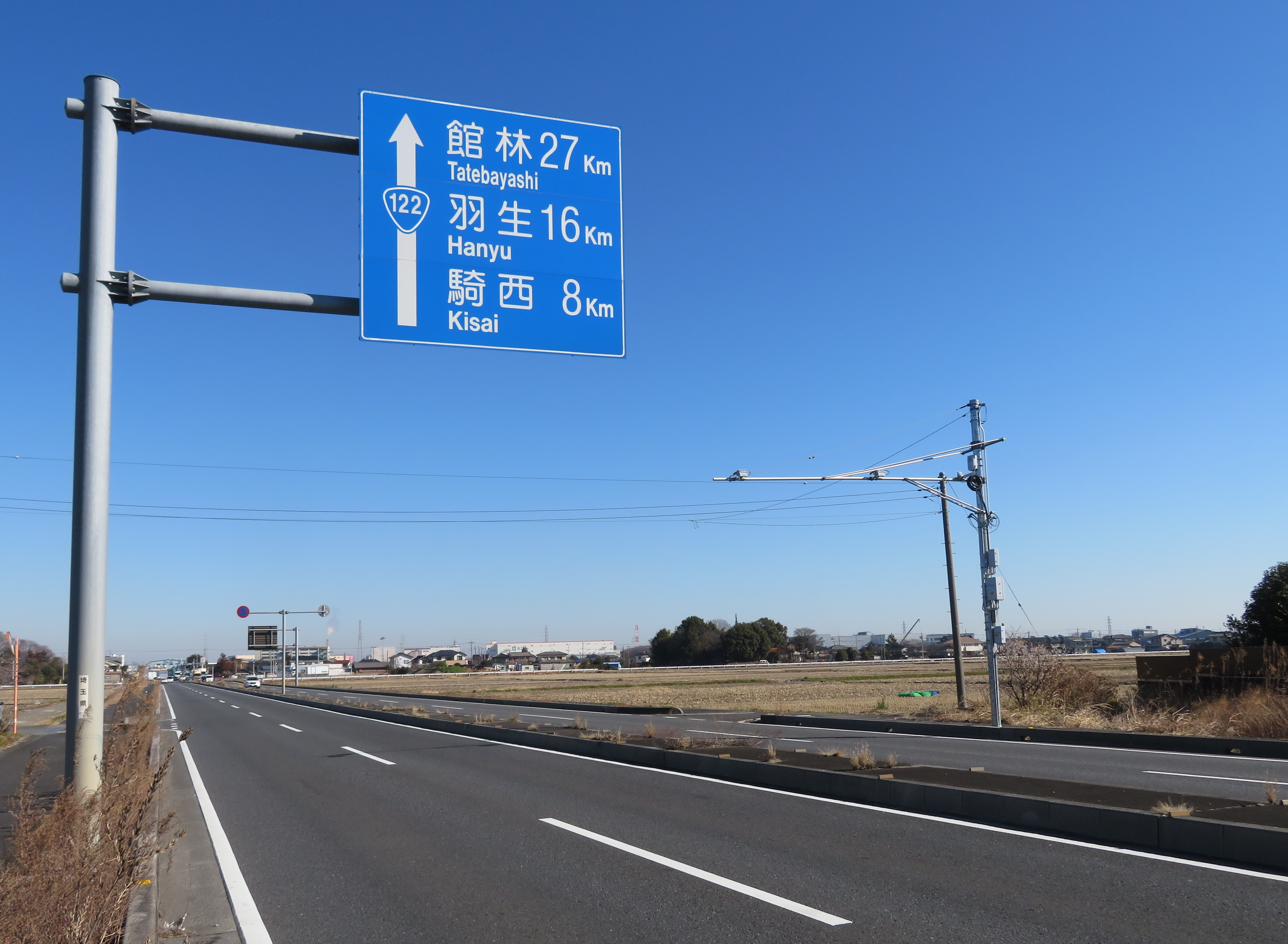
久喜市菖蒲町台付近